# Tristichopteridae
De Tristichopteridae zijn een familie van een diverse en succesvolle groep uitgestorven tetrapodomorfe straalvinnige beenvissen die leefden in het Midden- en Laat-Devoon. Ze verschenen voor het eerst in het Eifelien van het Midden-Devoon. Binnen de groep varieerden de groottes van enkele tientallen centimeters (Tristichopterus) tot enkele meters (Hyneria en Eusthenodon).
De Tristichopteridae werden in 1889 benoemd door Edward Drinker Cope.
Sommige tristichopteriden delen enkele kenmerken van de Elpistostegalia, een diverse clade van vissen dicht bij de oorsprong van (en inclusief) tetrapoden. Dit betreft voornamelijk de vorm van de schedel en een verkleining van de achterste vinnen.
Een oud en hardnekkig idee is dat Eusthenopteron met zijn vinnen het land op kon kruipen. Er is echter geen bewijs dat dit idee daadwerkelijk ondersteunt. Alle tristichopteriden waren uitgestorven tegen het einde van het Laat-Devoon.

## Beschrijving
De Tristichopteridae waren middelgrote (Tristichopterus, dertig centimeter) tot zeer grote vissen. De kleinste vormen (zoals Tristichopterus) bereikten een lengte van dertig centimeter, en de grootste vormen (Hyneria) konden enkele meters lang worden, bezaten tanden tot vijf centimeter lang en waren de grootste roofdieren in hun faunale gemeenschappen. 
Onderscheidende kenmerken van de groep zijn het bezit van postspiracularia zoals een druppelvormig extratemporale, een ploegschaarbeen met een lange achterste tak die het parasfenoïde omvat, ronde schubben met een bult in het midden en een langwerpig lichaam met een drielobbige staart.
De Tristichopteridae hadden een sterk ontwikkeld vinskelet, waardoor ze waarschijnlijk korte tijd uit het water konden. In het skelet van de voorvinnen, die diep vastzaten, zijn de elementen van de voorpoot van de latere tetrapodomorfen, zoals het opperarmbeen, ellepijp en spaakbeen, al te herkennen.

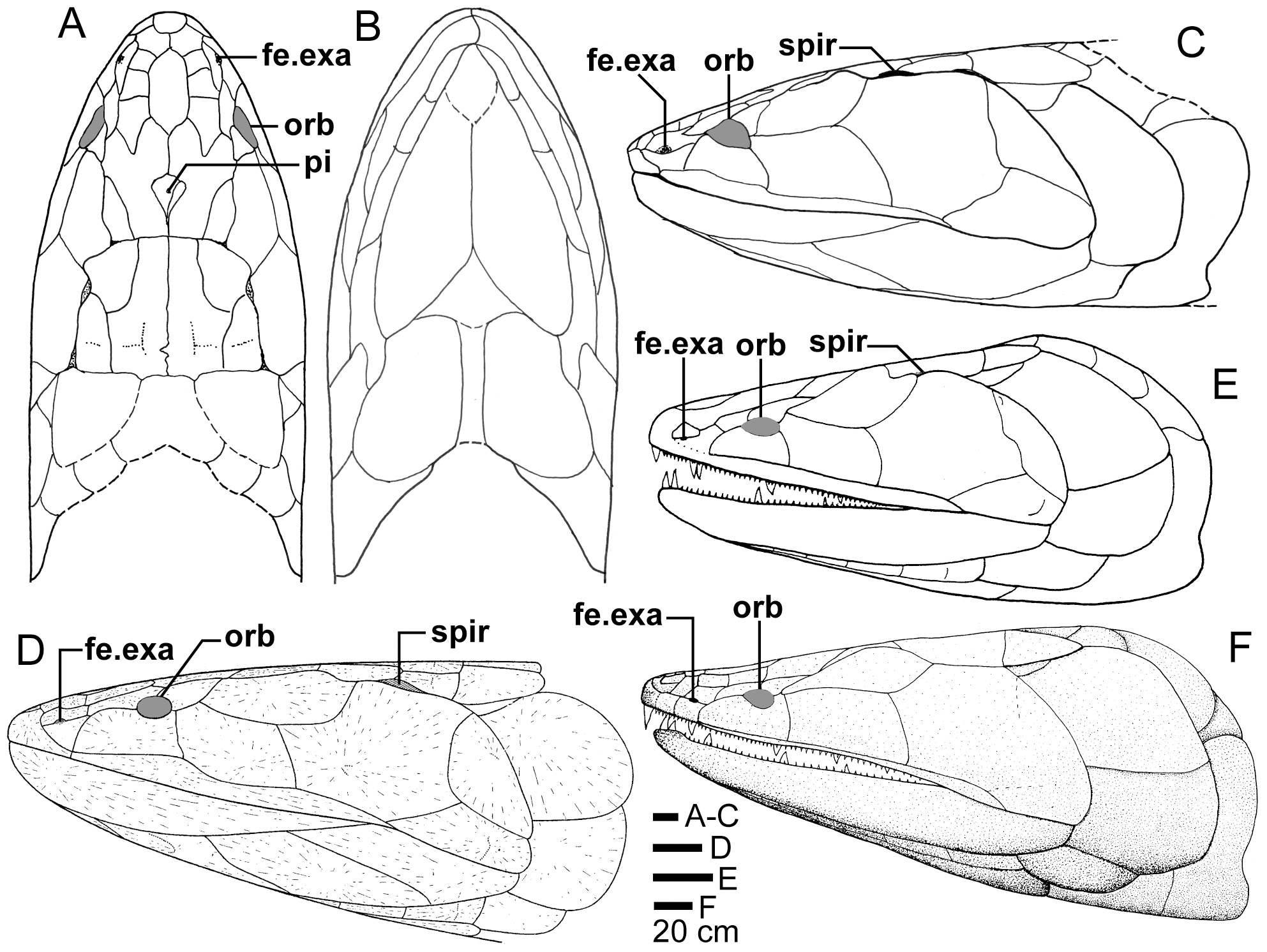
Schedels van leden van de groep

De delen van de botten die vanaf de lichaamsromp naar buiten gericht waren, waren afgeplat. Het bekken had lange, taps toelopende schaambeentakken die mogelijk samenkwamen in een kraakbeenachtige symphysis. De ventrale vinnen bevatten ook de belangrijkste botten van de achterpoten, het dijbeen, het scheenbeen en het kuitbeen. Enkelbotten (tarsale botten) en tenen kunnen nog niet worden geïdentificeerd. De ledematen waren naar de zijkant gericht en konden slechts ongeveer twintig tot vijfentwintig graden heen en weer worden bewogen. De anaalvin zat op een basale, vlezige steel. De staartvin bezat drie lobben, aanvankelijk asymmetrisch in basale vormen en uitwendig meer symmetrisch in latere vormen. Alleen moderne ronde schubben met een mediane projectie aan de binnenzijde, zonder een cosminelaag, kwamen in de familie voor. Het vroegst bekende gefossiliseerde bewijs van beenmerg is gevonden bij Eusthenopteron, wat de oorsprong kan zijn van beenmerg bij tetrapoden.
De ontogenie van de Tristichopteridae is relatief bekend en kan enigszins betrouwbaar worden afgeleid door Eusthenopteron. Eusthenopteron verschilt aanzienlijk van sommige latere tetrapoden uit het Carboon in de schijnbare afwezigheid van een erkend larvale stadium en een definitieve metamorfose. In zelfs het kleinste bekende exemplaar van Eusthenopteron foordi (op negenentwintig millimeter), bedekken de lepidotrichia alle vinnen, wat pas gebeurt na metamorfose in geslachten zoals Polyodon. Dit zou erop kunnen wijzen dat Eusthenopteron zich direct ontwikkelde, waarbij de juveniel al de algemene lichaamsvorm van de volwassene had bereikt.

## Taxonomie
In het verleden werden de Tristichopteridae toegewezen aan de Osteolepiformes, een groep lobvinnigen die nu als parafyletisch wordt beschouwd. Het zustertaxon van de Tristichopteridae is Spodichthys, dat sterk lijkt op de Tristichopteridae, maar van hen verschilt in de positie van het extratemporale bot.
- Cabonnichthys
- Canningius
- Edenopteron
- Eusthenodon
- Eusthenopteron
- Heddleichthys
- Hyneria
- Jarvikina
- Langlieria
- Mandageria
- Notorhizodon
- Platycephalichthys
- Tristichopterus

De volgende fylogenie is gewijzigd van Schwartz (2012). Hier wordt Platycephalichthys niet beschouwd als een lid van de Tristichopteridae:
|  | †Cabonnichthys burnsi Ahlberg & Johanson 1997                                                             |
|  | |
|  | \| \| †Mandageria fairfaxi Johanson & Ahlberg 1997 \| \| \| \| \| \| †Eusthenodon Jarvik 1952 \| \| \| \| |
|  | |
|  | †Mandageria fairfaxi Johanson & Ahlberg 1997                                                              |
|  | |
|  | †Eusthenodon Jarvik 1952                                                                                  |
|  | |

|  | †Mandageria fairfaxi Johanson & Ahlberg 1997 |
|  |                                              |
|  | †Eusthenodon Jarvik 1952                     |
|  |                                              |

|  | †Cabonnichthys burnsi Ahlberg & Johanson 1997                                                             |
|  | |
|  | \| \| †Mandageria fairfaxi Johanson & Ahlberg 1997 \| \| \| \| \| \| †Eusthenodon Jarvik 1952 \| \| \| \| |
|  | |
|  | †Mandageria fairfaxi Johanson & Ahlberg 1997                                                              |
|  | |
|  | †Eusthenodon Jarvik 1952                                                                                  |
|  | |

|  | †Mandageria fairfaxi Johanson & Ahlberg 1997 |
|  |                                              |
|  | †Eusthenodon Jarvik 1952                     |
|  |                                              |

|  | †Cabonnichthys burnsi Ahlberg & Johanson 1997                                                             |
|  | |
|  | \| \| †Mandageria fairfaxi Johanson & Ahlberg 1997 \| \| \| \| \| \| †Eusthenodon Jarvik 1952 \| \| \| \| |
|  | |
|  | †Mandageria fairfaxi Johanson & Ahlberg 1997                                                              |
|  | |
|  | †Eusthenodon Jarvik 1952                                                                                  |
|  | |

|  | †Mandageria fairfaxi Johanson & Ahlberg 1997 |
|  |                                              |
|  | †Eusthenodon Jarvik 1952                     |
|  |                                              |

|  | †Cabonnichthys burnsi Ahlberg & Johanson 1997                                                             |
|  | |
|  | \| \| †Mandageria fairfaxi Johanson & Ahlberg 1997 \| \| \| \| \| \| †Eusthenodon Jarvik 1952 \| \| \| \| |
|  | |
|  | †Mandageria fairfaxi Johanson & Ahlberg 1997                                                              |
|  | |
|  | †Eusthenodon Jarvik 1952                                                                                  |
|  | |

|  | †Mandageria fairfaxi Johanson & Ahlberg 1997 |
|  |                                              |
|  | †Eusthenodon Jarvik 1952                     |
|  |                                              |

|  | †Cabonnichthys burnsi Ahlberg & Johanson 1997                                                             |
|  | |
|  | \| \| †Mandageria fairfaxi Johanson & Ahlberg 1997 \| \| \| \| \| \| †Eusthenodon Jarvik 1952 \| \| \| \| |
|  | |
|  | †Mandageria fairfaxi Johanson & Ahlberg 1997                                                              |
|  | |
|  | †Eusthenodon Jarvik 1952                                                                                  |
|  | |

|  | †Mandageria fairfaxi Johanson & Ahlberg 1997 |
|  |                                              |
|  | †Eusthenodon Jarvik 1952                     |
|  |                                              |

|  | †Cabonnichthys burnsi Ahlberg & Johanson 1997                                                             |
|  | |
|  | \| \| †Mandageria fairfaxi Johanson & Ahlberg 1997 \| \| \| \| \| \| †Eusthenodon Jarvik 1952 \| \| \| \| |
|  | |
|  | †Mandageria fairfaxi Johanson & Ahlberg 1997                                                              |
|  | |
|  | †Eusthenodon Jarvik 1952                                                                                  |
|  | |

|  | †Mandageria fairfaxi Johanson & Ahlberg 1997 |
|  |                                              |
|  | †Eusthenodon Jarvik 1952                     |
|  |                                              |

|  | †Cabonnichthys burnsi Ahlberg & Johanson 1997                                                             |
|  | |
|  | \| \| †Mandageria fairfaxi Johanson & Ahlberg 1997 \| \| \| \| \| \| †Eusthenodon Jarvik 1952 \| \| \| \| |
|  | |
|  | †Mandageria fairfaxi Johanson & Ahlberg 1997                                                              |
|  | |
|  | †Eusthenodon Jarvik 1952                                                                                  |
|  | |

|  | †Mandageria fairfaxi Johanson & Ahlberg 1997 |
|  |                                              |
|  | †Eusthenodon Jarvik 1952                     |
|  |                                              |

|  | †Cabonnichthys burnsi Ahlberg & Johanson 1997                                                             |
|  | |
|  | \| \| †Mandageria fairfaxi Johanson & Ahlberg 1997 \| \| \| \| \| \| †Eusthenodon Jarvik 1952 \| \| \| \| |
|  | |
|  | †Mandageria fairfaxi Johanson & Ahlberg 1997                                                              |
|  | |
|  | †Eusthenodon Jarvik 1952                                                                                  |
|  | |

|  | †Mandageria fairfaxi Johanson & Ahlberg 1997 |
|  |                                              |
|  | †Eusthenodon Jarvik 1952                     |
|  |                                              |

|  | †Cabonnichthys burnsi Ahlberg & Johanson 1997                                                             |
|  | |
|  | \| \| †Mandageria fairfaxi Johanson & Ahlberg 1997 \| \| \| \| \| \| †Eusthenodon Jarvik 1952 \| \| \| \| |
|  | |
|  | †Mandageria fairfaxi Johanson & Ahlberg 1997                                                              |
|  | |
|  | †Eusthenodon Jarvik 1952                                                                                  |
|  | |

|  | †Mandageria fairfaxi Johanson & Ahlberg 1997 |
|  |                                              |
|  | †Eusthenodon Jarvik 1952                     |
|  |                                              |

|  | †Cabonnichthys burnsi Ahlberg & Johanson 1997                                                             |
|  | |
|  | \| \| †Mandageria fairfaxi Johanson & Ahlberg 1997 \| \| \| \| \| \| †Eusthenodon Jarvik 1952 \| \| \| \| |
|  | |
|  | †Mandageria fairfaxi Johanson & Ahlberg 1997                                                              |
|  | |
|  | †Eusthenodon Jarvik 1952                                                                                  |
|  | |

|  | †Mandageria fairfaxi Johanson & Ahlberg 1997 |
|  |                                              |
|  | †Eusthenodon Jarvik 1952                     |
|  |                                              |

|  | †Cabonnichthys burnsi Ahlberg & Johanson 1997                                                             |
|  | |
|  | \| \| †Mandageria fairfaxi Johanson & Ahlberg 1997 \| \| \| \| \| \| †Eusthenodon Jarvik 1952 \| \| \| \| |
|  | |
|  | †Mandageria fairfaxi Johanson & Ahlberg 1997                                                              |
|  | |
|  | †Eusthenodon Jarvik 1952                                                                                  |
|  | |

|  | †Mandageria fairfaxi Johanson & Ahlberg 1997 |
|  |                                              |
|  | †Eusthenodon Jarvik 1952                     |
|  |                                              |

|  | †Cabonnichthys burnsi Ahlberg & Johanson 1997                                                             |
|  | |
|  | \| \| †Mandageria fairfaxi Johanson & Ahlberg 1997 \| \| \| \| \| \| †Eusthenodon Jarvik 1952 \| \| \| \| |
|  | |
|  | †Mandageria fairfaxi Johanson & Ahlberg 1997                                                              |
|  | |
|  | †Eusthenodon Jarvik 1952                                                                                  |
|  | |

|  | †Mandageria fairfaxi Johanson & Ahlberg 1997 |
|  |                                              |
|  | †Eusthenodon Jarvik 1952                     |
|  |                                              |

|  | †Cabonnichthys burnsi Ahlberg & Johanson 1997                                                             |
|  | |
|  | \| \| †Mandageria fairfaxi Johanson & Ahlberg 1997 \| \| \| \| \| \| †Eusthenodon Jarvik 1952 \| \| \| \| |
|  | |
|  | †Mandageria fairfaxi Johanson & Ahlberg 1997                                                              |
|  | |
|  | †Eusthenodon Jarvik 1952                                                                                  |
|  | |

|  | †Mandageria fairfaxi Johanson & Ahlberg 1997 |
|  |                                              |
|  | †Eusthenodon Jarvik 1952                     |
|  |                                              |

|  | †Cabonnichthys burnsi Ahlberg & Johanson 1997                                                             |
|  | |
|  | \| \| †Mandageria fairfaxi Johanson & Ahlberg 1997 \| \| \| \| \| \| †Eusthenodon Jarvik 1952 \| \| \| \| |
|  | |
|  | †Mandageria fairfaxi Johanson & Ahlberg 1997                                                              |
|  | |
|  | †Eusthenodon Jarvik 1952                                                                                  |
|  | |

|  | †Mandageria fairfaxi Johanson & Ahlberg 1997 |
|  |                                              |
|  | †Eusthenodon Jarvik 1952                     |
|  |                                              |

|  | †Cabonnichthys burnsi Ahlberg & Johanson 1997                                                             |
|  | |
|  | \| \| †Mandageria fairfaxi Johanson & Ahlberg 1997 \| \| \| \| \| \| †Eusthenodon Jarvik 1952 \| \| \| \| |
|  | |
|  | †Mandageria fairfaxi Johanson & Ahlberg 1997                                                              |
|  | |
|  | †Eusthenodon Jarvik 1952                                                                                  |
|  | |

|  | †Mandageria fairfaxi Johanson & Ahlberg 1997 |
|  |                                              |
|  | †Eusthenodon Jarvik 1952                     |
|  |                                              |

|  | †Cabonnichthys burnsi Ahlberg & Johanson 1997                                                             |
|  | |
|  | \| \| †Mandageria fairfaxi Johanson & Ahlberg 1997 \| \| \| \| \| \| †Eusthenodon Jarvik 1952 \| \| \| \| |
|  | |
|  | †Mandageria fairfaxi Johanson & Ahlberg 1997                                                              |
|  | |
|  | †Eusthenodon Jarvik 1952                                                                                  |
|  | |

|  | †Mandageria fairfaxi Johanson & Ahlberg 1997 |
|  |                                              |
|  | †Eusthenodon Jarvik 1952                     |
|  |                                              |